# 25746 Nickscoville
25746 Nickscoville è un asteroide della fascia principale. Scoperto nel 2000, presenta un'orbita caratterizzata da un semiasse maggiore pari a 3,0959717 au e da un'eccentricità di 0,1640413, inclinata di 17,09040° rispetto all'eclittica.
L'asteroide è dedicato all'astronomo statunitense Nicholas Zabriskie Scoville.